# Benedikt Schiefer
Benedikt Wolfgang Schiefer (* 20. Juli 1978 in Rosenheim) ist ein deutscher Komponist.

## Biografie
Benedikt Wolfgang Schiefer studierte von 1998 bis 2004 Komposition bei Wilfried Hiller am Richard-Strauss-Konservatorium München. Von 2006 bis 2009 studierte er bei Georg Friedrich Haas und Erik Oña an der Hochschule für Musik in Basel und absolvierte Meisterkurse bei Kevin Volans und Beat Furrer. Neben mehreren Auszeichnungen und Stipendien trat Schiefer seit dem Jahr 2000 auch mit seinen klassischen Kompositionen und seiner Elektronikmusik auf mehreren Musikfestivals auf. Seine erste Filmmusik für einen Langspielfilm komponierte er für das von Christoph Hochhäusler inszenierte deutsch-polnische Filmdrama Milchwald. Für seine Musik an Unter dir die Stadt wurde er 2011 mit dem Preis der deutschen Filmkritik ausgezeichnet.

## Auszeichnungen
- 2000 Richard Strauss Stipendium der Stadt München
- 2001 Einladung zum Festival junger Künstler Bayreuth.
- 2001/2002 Stipendium des Bayerischen Staatsministeriums für Wissenschaft, Forschung und Kunst für einen Aufenthalt von sechs Monaten an der "Cite International des Arts" in Paris
- 2004 "Prix de la Création musicale" in der Kategorie "Premiers longs Métrages européens" (für die Musik des Spielfilms "Milchwald") beim Festival "Premiers Plans" in Anger
- 2005 Stipendium der Akademie Schloss Solitude, Stiftung des Öffentlichen Rechts für einen Aufenthalt von 12 Monaten in Stuttgart.
- 2005 Einladung der „Ständigen Konferenz Mitteldeutsche Barockmusik“ mit der Komposition „Kreis“ (Fassung mit Cembalo)
- 2006 Stipendium der Hochschule für Musik, Basel
- 2011 Nomination für den „Prix France Musique-Sacem de la musique de film“
- 2011 Giga-Hertz-Preis des ZKM Karlsruhe
- 2012 Preis der deutschen Filmkritik

## Filmografie (Auswahl)
- 2001: Am See
- 2003: Milchwald
- 2005: Enigma – Eine uneingestandene Liebe
- 2005: Falscher Bekenner
- 2010: Unter dir die Stadt
- 2011: Peak – Über allen Gipfeln
- 2014: Die Lügen der Sieger
- 2019: Die Sehnsucht der Schwestern Gusmão (A Vida Invisível De Eurídice Gusmão)
- 2019: Die Verschwundene
- 2020: Exil
- 2024: Motel Destino